# Clevon Brown
Clevon Brown (nacido en San Antonio, Texas, el 16 de julio de 1998) es un jugador de baloncesto estadounidense que mide 2,03 metros y juega en la posición de ala-pívot. Actualmente pertenece a la plantilla del  Pallacanestro Orzinuovi de la Serie A2, el segundo nivel del baloncesto italiano.

## Trayectoria
Brown es un ala-pívot formado en la Winston Churchill High School de su ciudad natal, antes de ingresar en 2016 en la Universidad de Vanderbilt, situada en Nashville, en el estado de Tennessee, donde estuvo durante cinco temporadas disputando la NCAA con los Vanderbilt Commodores, desde 2016 a 2021. 
En 2021, cambia de universidad e ingresa en la Universidad Internacional de Florida, situada en Miami, Florida, para jugar durante la temporada 2021-11 la NCAA con los Florida International Golden Panthers. 
Tras no ser drafteado en 2022, firma por el KB Trepça de la Superliga de baloncesto de Kosovo, con el que disputa 11 partidos en los que promedia 4,9 puntos en once minutos de juego adicionando 4,4 rebotes.
El 11 de diciembre de 2022, firma por el Oviedo Club Baloncesto de la Liga LEB Oro.
El 3 de agosto de 2023, firma por el Pallacanestro Orzinuovi de la Serie A2, el segundo nivel del baloncesto italiano.